# Sertularia tumida
Sertularia tumida is een hydroïdpoliep uit de familie Sertulariidae. De poliep komt uit het geslacht Sertularia. Sertularia tumida werd in 1877 voor het eerst wetenschappelijk beschreven door Allman. 